# Михаел Дузек
Михаел Дузек (на немски: Michael Dusek, роден на 10 ноември 1958 в Нидервьоресбах) е бивш германски футболист и настоящ футболен треньор. От 1979 до 1988 г. той играе девет сезон в Първа Бундеслига в защитата на Кайзерслаутерн. От 210 срещи с екипа на отбора Дузек отбелязва 10 гола.
Титлата на Германия убягва на футболиста по време на активната му футболна кариера. Въпреки това той постига финал за Купата на Германия през 1981 г., загубен с 1:3 от Айнтрахт Франкфурт, трето място в Първа Бундеслига през сезон 1979/80, както и две четвърти места през 1981 и 1982 г.
След спирането на състезателната кариера на Дузек той тренира отбора на Нидервьоресбах от 1988 до 1991 г. След това работи в ТуС Тифенщайн до 1994 г. На 1 юли 1994 г. поема отбора на Витлих.
От 1 юли 1996 до 30 юни 1999 г. Дузек тренира Идар-Оберщайн, с който печели второто място във футболната оберлига през 1997 г., Югозападната купа през 1998 г. и участва в 1.кръг на Купата на Германия срещу Арминия Билефелд, игран пред 5000 зрители на клубния стадион Щадион Ин Хааг. С отбора си Дузек се класира в германската трета дивизия през 1999 г.
От 1 юли 1999 до 3 септември 2001 г. той тренира аматьорския отбор на Кайзерслаутерн, а след това поема юношеската формация на „червените дяволи“. В началото на сезон 2006/07 Михаел Дузек прекратява договора си с Кайзерслаутерн поради здравословни проблеми.
През сезон 2007/08 бившият футболист води юношеския тим на отбора от областната лига Мьоршийд, но след това е привлечен в бившия си отбор Идар-Оберщайн, който понастоящем се състезава в Югозападната Оберлига.